# Епідемічна крива
Епідемі́чна крива́ або епідеміологі́чна крива́ — це статистичний графік, що його використовують в епідеміології для відображення розвитку спалаху хвороби. Крива може допомогти визначити масштаби хвороби, її тенденції, період інкубації, спосіб передачі захворювання тощо. Крива також може дати уявлення, чи походить спалах із точкового джерела (наприклад, закладу харчування), постійного джерела (безперервного забруднення) чи розмножуваних джерел (у випадку хвороби, що передається між людьми).
Епідемічна крива, як правило, показує щоденну кількість нових випадків від початку спалаху.

## Приклад

### Спалах коронавірусу 2019 року
Перший опис епідеміологічних кривих від спалаху коронавірусу 2019 (COVID-19) показав структуру «змішаного спалаху». За даними дослідників, станом на грудень 2019 року на ринку морепродуктів Уханя, ймовірно, існувало постійне джерело зараження, наприклад, від кількох зоонотичних подій. Після цього дослідники встановили, що спалах, ймовірно, перейшов у стадію розмножуваних джерел (що згодом було підтверджено медиками).